# Lliga Comunista Revolucionària
|  | Aquest article tracta sobre l'organització d'àmbit de l'Estat espanyol. Vegeu-ne altres significats a « Lliga Comunista Revolucionària (França)». |

La Lliga Comunista Revolucionària (LCR) fou una organització política d'àmbit de l'Estat espanyol, fundada el 1970, sorgida del grup català Comunismo i militants del Frente de Liberación Popular i del Front Obrer de Catalunya. D'orientació trotskista, era la secció a l'Estat espanyol de la Quarta Internacional (Secretariat Unificat).

## Història

### Franquisme i Transició
Va nàixer sota la influència i el ressò del maig francès, la formació en aquell país de l'organització homònima encapçalada per Krivine, Bensaid i Weber, líders de les revoltes estudiantils del 68, amb la missió de bastir un Partit dels Revolucionaris que refusés la col·laboració de classes. Per a l'Estat espanyol defensava la creació d'una federació de repúbliques socialistes de consells obrers, a partir de reconèixer el dret a l'autodeterminació dels pobles. El 1972 un sector va escindir-se amb el nom de Lliga Comunista; posteriorment reunificats, un petit grup va originar el Partit Socialista dels Treballadors, de tendència morenista.
El 1973, s'unificà amb el sector obrerista d'ETA, la VI Assemblea, implantant-se així a Euskalherria on passà a anomenar LCR-ETA-VI, fins al 1976 que va recuperar el nom original (en aquest país es va anomenar Liga Komunista Iraultzailea, formant un partit independent a mitjans dels 80). Encara il·legal com tota l'extrema esquerra, davant les eleccions del 15 de juny del 1977 impulsà la coalició Front per la Unitat dels Treballadors, amb el Partit Obrer d'Unificació Marxista, Acció Comunista i l'OIC. El 1978 la Lliga Comunista es reincorporà a la LCR. En aquell mateix any en fou assassinat el militant basconavarrès Germán Rodríguez Saiz per part de la policia espanyola durant els sanfermines.
Per aquella època la implantació catalana de la LCR se centrava en terres barcelonines, era més fluixa a terres valencianes i mallorquines. Malgrat la influència post-68 en els seus inicis (una part dels seus membres eren d'origen estudiantil o de classe mitjana) s'autoidentificà sempre com un "partit obrer", tant en composició com en objectius: de forma similar a altres organitzacions d'influència trotskista i en mig de les lluites socials de la Transició on el moviment obrer en fou un dels principals protagonistes, el component obrer i la imatge obrerista van ser més destacades en la LCR que en altres organitzacions de l'extrema esquerra comunista o independentista. Des de la Transició fins als anys 90, amb la transformació posfordista de la classe obrera, el progressiu accés a l'ensenyament superior de part dels fills i filles de gent treballadora i una posició més secundària en l'escenari del conflicte social d'un moviment estudiantil alhora cada cop més "proletarizat", la seva militància va esdevenir plenament de classe treballadora.
Incidí de forma especial en la formació de les Comissions Obreres a la gran concentració obrera de SEAT i el metall al "cinturó roig" barceloní, a Banca, a Assegurances...) on destacà gent com Joaquin Nieto, dirigent sindical a les vagues de la construcció de 1976-1977. A un altre nivell impulsà l'editorial Fontamara o participà en el llançament de la publicació barcelonina El Viejo Topo. Les seves cares visibles eren Miguel Romero a Madrid, Pau Pons a Barcelona o Joxe Iriarte Bikila a Euskalherria.
Concorregué a les eleccions generals espanyoles de 1977 en la coalició Front per la Unitat dels Treballadors que no va obtenir cap parlamentari, i amb el Moviment Comunista del País Valencià (MCPV) va formar la coalició Esquerra Unida del País Valencià (EUPV). El 1980 en les eleccions autonòmiques catalanes impulsà la coalició Unitat pel Socialisme, i el 1982, davant les eleccions, es presentà a aquest territori dins la coalició Front Comunista de Catalunya. A les eleccions autonòmiques basques, s'integrà en la coalició Auzolan, amb l'EMK i LAIA.
Les seves publicacions eren Combate i Comunismo, Inprecor en l'àmbit internacional en castellà, Barricada la de les seves joventuts, les Joventuts Comunistes Revolucionàries. A Catalunya el portaveu era Demà.

### Els anys 80
A partir del desencís de la Transició, de forma similar a tots els partits d'esquerra o extrema esquerra, perd bona part de la seva militància. Tanmateix, juntament amb l'MC i els sectors que sobreviuen a la post-Transició (Mientras Tanto, La Puça el General, en alguns casos el Partit dels i les Comunistes de Catalunya…), s'aboca a l'activisme en els nous moviments socials de base que creixeran amb posterioritat al 23-F: pacifisme i antiotan, solidaritat internacional (principalment amb la Revolució Sandinista), feminisme, alliberament gai i lesbià, antinuclear i ecologisme, estudiantil, antimilitarisme, objecció i insubmissió (el primer insubmís condemnat en un consell de guerra a l'Estat espanyol fou Josep Maria Moragriega militant barceloní de la LCR, 9 mesos en una presó militar). Continua la seva petita incidència al moviment obrer amb la participació en vagues generals com la de 12 de juny de 1985 o la del 14D (14 de desembre de 1988), mitjançant el corrent d'esquerra sindical a les Comissions Obreres (a Astúries participant en el Corrent Sindical d'Esquerres) o amb la presència preponderant a comitès d'empresa del metall (ambdues plantes de SEAT, Miniwatt-Philips) o de banca, principalment a Catalunya. La cara visible a Catalunya era José Borrás.
En l'àmbit del Països Catalans va participar des del primer moment en La Crida a la Solidaritat. Després de la sortida d'Àngel Colom, amb sectors de base d'aquest darrer moviment, el pacte amb el Moviment Comunista, el Moviment de Defensa de la Terra, el Moviment d'Esquerra Nacionalista i el suport del col·lectiu Nova Falç va donar suport a Herri Batasuna a les eleccions europees de 1987. Els 53.000 vots catalans (40.000 al Principat) de la plataforma presagiaven un nou rumb en l'esquerra radical catalana, però fou bruscament tallat per les conseqüències de l'acció d'ETA a la planta d'Hipercor del popular barri barceloní de La Sagrera. Malgrat això, tant la LCR com l'MC s'anaven apropant mútuament amb el moviment independentista, amb l'assumpció a Catalunya del Dret a la Independència en el V Congrés de 1987 i una reorganització nacional de les seves estructures.
A principis dels 90, l'onada autodeterminista influenciada pels processos a les repúbliques bàltiques i a l'Est, va donar peu a noves mobilitzacions i a noves formacions com Assemblea Unitària per l'Autodeterminació, posteriorment l'Assemblea d'Unitat Popular. Però, ni l'esquerra comunista com la LCR o l'MC -ja en la unificada i conflictiva Revolta- ni altres sectors alternatius -antimilitaristes, ecologistes...- participaren gaire en aquests projectes, que també acabaran desapareixent.

### Unificació amb l'MC i desaparició
Des des de finals de la dècada de 1980, s'inicià un període de col·laboració estreta amb el Moviment Comunista (MC). En el cas valencià, un cop ja extinta l'EUPV original, ja s'havia plasmat en la formació del col·lectiu Revolta. A principis de la dècada de 1980, la unificació a nivell estatal va donar lloc a un seguit d'organitzacions federades (Revolta, Liberacion, Zutik…). En aquells anys posteriors a la caiguda del mur, a nivell mundial, l'esquerra radical sorgida del 68 va registrar retrocessos i canvis importants, moltes vegades fins a la seva desaparició. En aquest context el procés d'unificació amb l'MC a l'Estat espanyol va resultar un fracàs i el resultat fou la dissolució de la majoria d'organitzacions. Entre l'1 i el 3 de novembre de 1991 va tenir lloc el congrés d'unificació de LCR i MC. La nova organització adopta el nom d'Esquerra Alternativa.

### Darrers anys i llegat
El fracàs de la unificació amb l'MC va portar el 1992 a dissoldre tant de l'experiència unitària com les dues experiències anteriors, amb l'excepció de Zutik a Euskalherria. Els pocs militants de la LCR que quedaven integrats a Esquerra Alternativa, inclòs el seu ideòleg Jaime Pastor Verdú, van formar l'organització Espai Alternatiu junt amb ecosocialistes, que fou un corrent intern d'Esquerra Unida, funcionant també com a organització sobirana i mantenint algun senyal d'identitat i comunitat, com la revista Viento Sur. No obstant això, des del seu últim congrés l'organització es va anar consolidant a escala estatal. Així, al desembre 2007, després de la seva V Trobada Confederal, l'organització decideix sortir d'IU, així com canviar el seu nom pel d'Izquierda Anticapitalista, i concórrer a les eleccions europees de juny de 2009 junt amb l'NPA de França (Nou Partit Anticapitalista impulsat per la LCR francesa) i Sinistra Crítica en Itàlia.
A pesar de les discrepàncies de molts dels antics membres i dirigents de la LCR i de l'antic Secretariat Unificat de la IV Internacional, Esquerra Anticapitalista es reivindica successora de la LCR i continuadora del Secretariat. A Catalunya, Revolta Global-Esquerra Anticapitalista, liderada per Esther Vivas, n'ha reivindicat la seva herència i, de fet, en formen part algunes de les antigues membres d'aquella formació. A nivell estatal, també se'n reivindica Socialismo 21, en bona part integrada a Izquierda Unida.

## Militants conegudes
La militància a la LCR fou una de les experiències esquerranoses més reeixides de la generació de la Transició. i els anys 80; procedeixen o varen passar per aquella organització: el productor i empresari mediàtic Jaume Roures, l'especialista en història militar Xavier Hernàndez, l'ex-eurodiputat José María Mendiluce, l'actor Jordi Dauder, el cantautor Eduard Canimas, l'assagista Pepe Gutiérrez-Álvarez, el portaveu pacifista Francesc Tubau, l’activista social [Joan Font Pérez], el portaveu del Front d'Alliberament Gai de Catalunya Eugeni Rodriguez, la feminista Montserrat Cervera, els sindicalistes Llorenç Buades i Diosdado Toledano, l'economista Daniel Raventós, el dirigent d'IU Jaime Pastor o l'exdiputat d'Amaiur al Congrés espanyol, Sabino Cuadra. I un bon grapat d'activistes del moviment obrer, dels moviments socials alternatius i dels moviments d'alliberament nacional català, basc i andalús.